# ایرباس ای۳۳۰

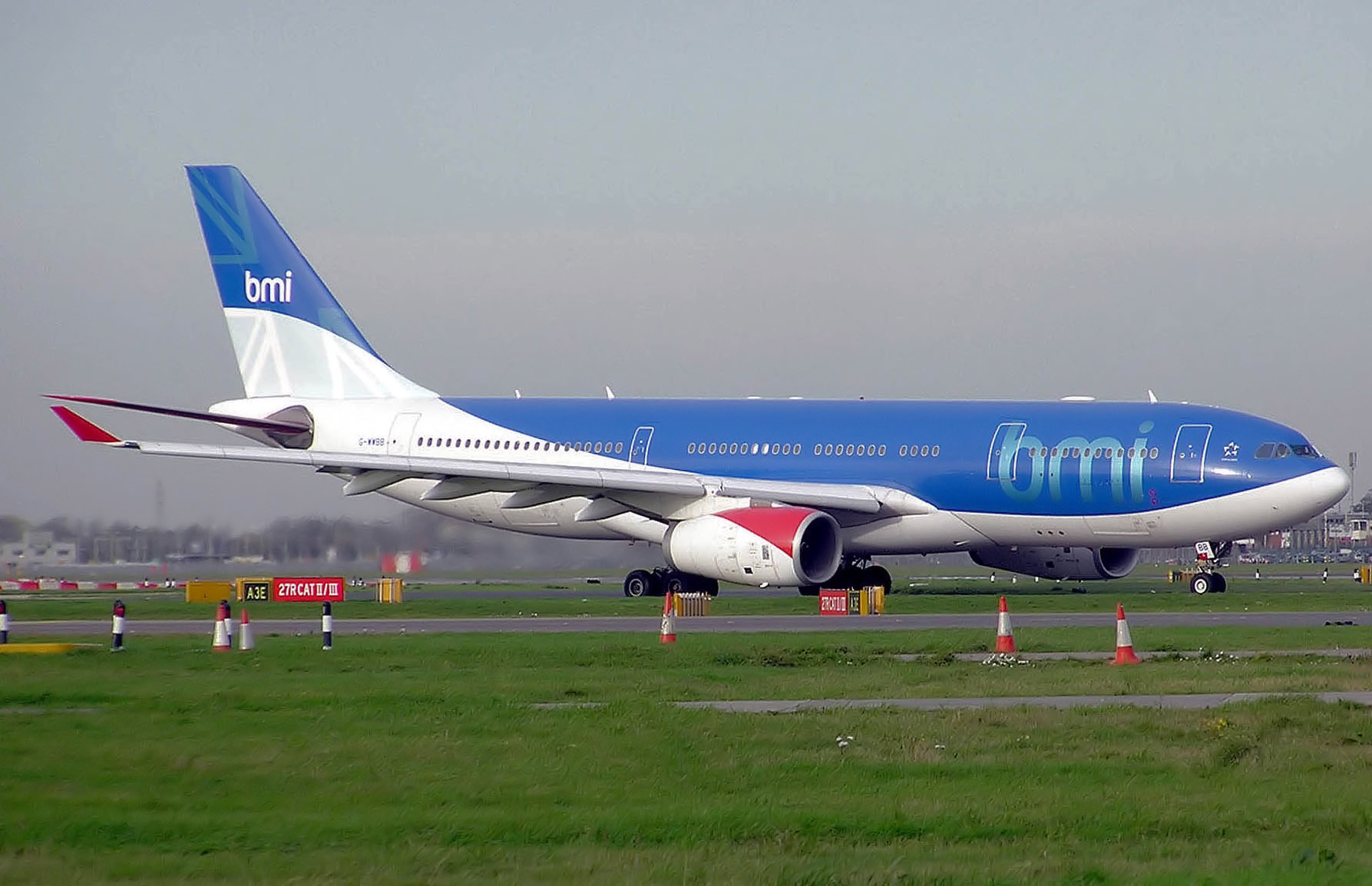
ایرباس ای۳۳۰ شرکت هواپیمایی بی‌ام‌آی بریتیش میدلند

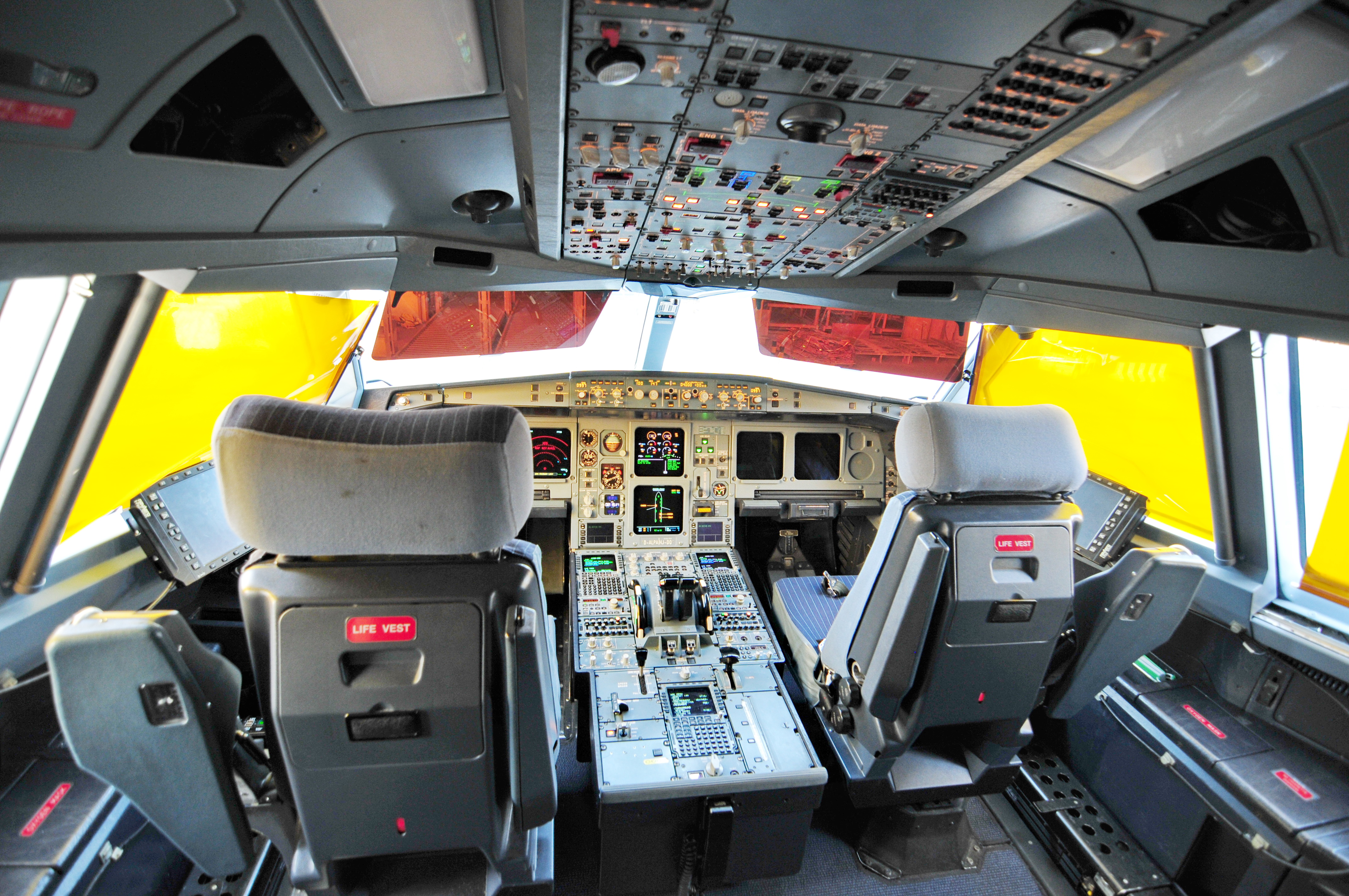
ایرباس ای۳۳۰–۲۰۰ (ایر برلین)

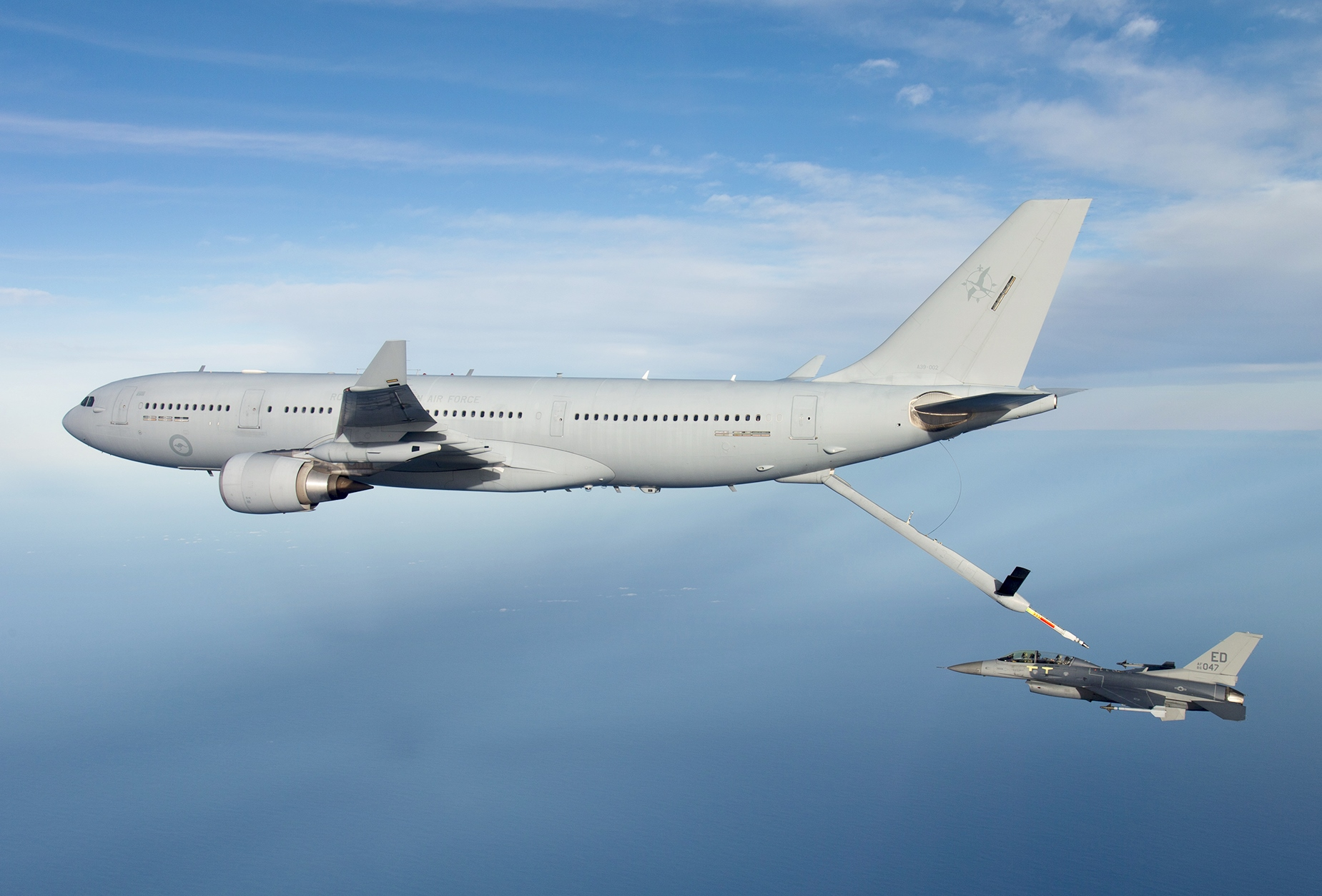
مدل تانکر به همراه اف-۱۶

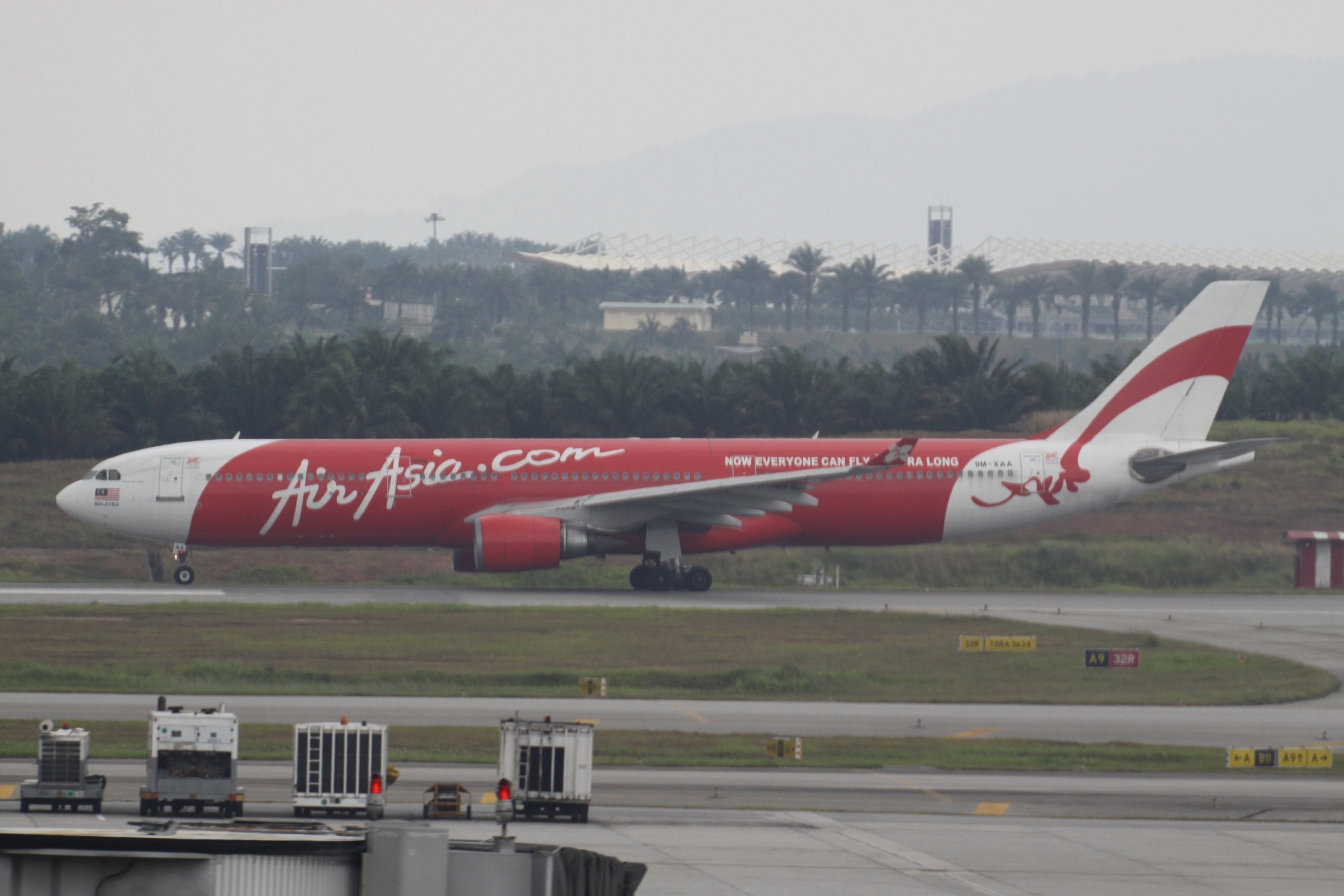
ایرباس۳۳۰ هواپیمایی ایر آسیا

ایرباس ای۳۳۰ (به انگلیسی: Airbus A330) یک سری هواپیمای مسافربری پهن‌پیکر دوموتوره است که توسط شرکت ایرباس اروپا توسعه‌یافته و ساخته می‌شود. کاربرد آن بیشتر در سفرهای بین‌المللی و مسافت‌های طولانی است و توانایی جابجایی تعداد زیادی مسافر را دارد.
ساخت ایرباس ای۳۳۰ از سال ۱۹۸۷ آغاز شد و نخستین بار در ۲ نوامبر ۱۹۹۲ به پرواز درآمد. طراحی و ساخت این هواپیما هم‌زمان با ایرباس ای۳۴۰ انجام شد و قرار بود هواپیمای ایرباس ای۳۵۰ جای آن را بگیرد اما اکنون ایرباس ای۳۳۰نئو به‌عنوان جایگزین آن توسعه یافته‌است. ایرباس ای۳۳۰ در دو مدل ۲۰۰ و ۳۰۰ ارائه می‌شود. مدل ۲۰۰ که کوتاهتر می‌باشد برای پرواز در بردهای کوتاه تا بلند طراحی شده است. این مدل قابلیت حمل ۲۵۳ نفر در ۲ کلاس را برای مسیرهای طولانی با کابین بسیار بی صدا و راحت فراهم کرده است. این مدل قابلیت صفحه نمایش برای هر صندلی و چک کردن ایمیل و تلفن همراه از طریق ماهواره را دارد. در مدل ۳۰۰ که مدل کشیده تر می‌باشد قابلیت حمل ۳۰۰ مسافر در ۲کلاس برای برد ۵۴۵۰ ناتیکال مایل (۱۰۰۹۳ کیلومتر) را در یک کابین بسیار مرفه دارد. همچنین هردو مدل ۲۰۰ و ۳۰۰ برای خدمه کابین محل استراحت بسیار راحت را دارد. لازم است ذکر شود خلبان‌های مدل ای۳۳۰ چه ۲۰۰ چه ۳۰۰ قادر به پرواز با ایرباس ای۳۴۰ که ۴ موتوره می‌باشد، هستند.

## مشخصات
ایرباس آ-۳۳۰ دارای دو موتور توربوفن در زیر دو بال است.
- فاصله نوک دو بال: ۶۰٫۳ متر
- طول: ۶۳٫۷۵ متر
- ارتفاع: ۱۶٫۸ متر
- ظرفیت مسافر: ۴۴۰ نفر
- بیشینه سرعت: ۸۶/۰ ماخ (۹۱۲ کیلومتر بر ساعت)

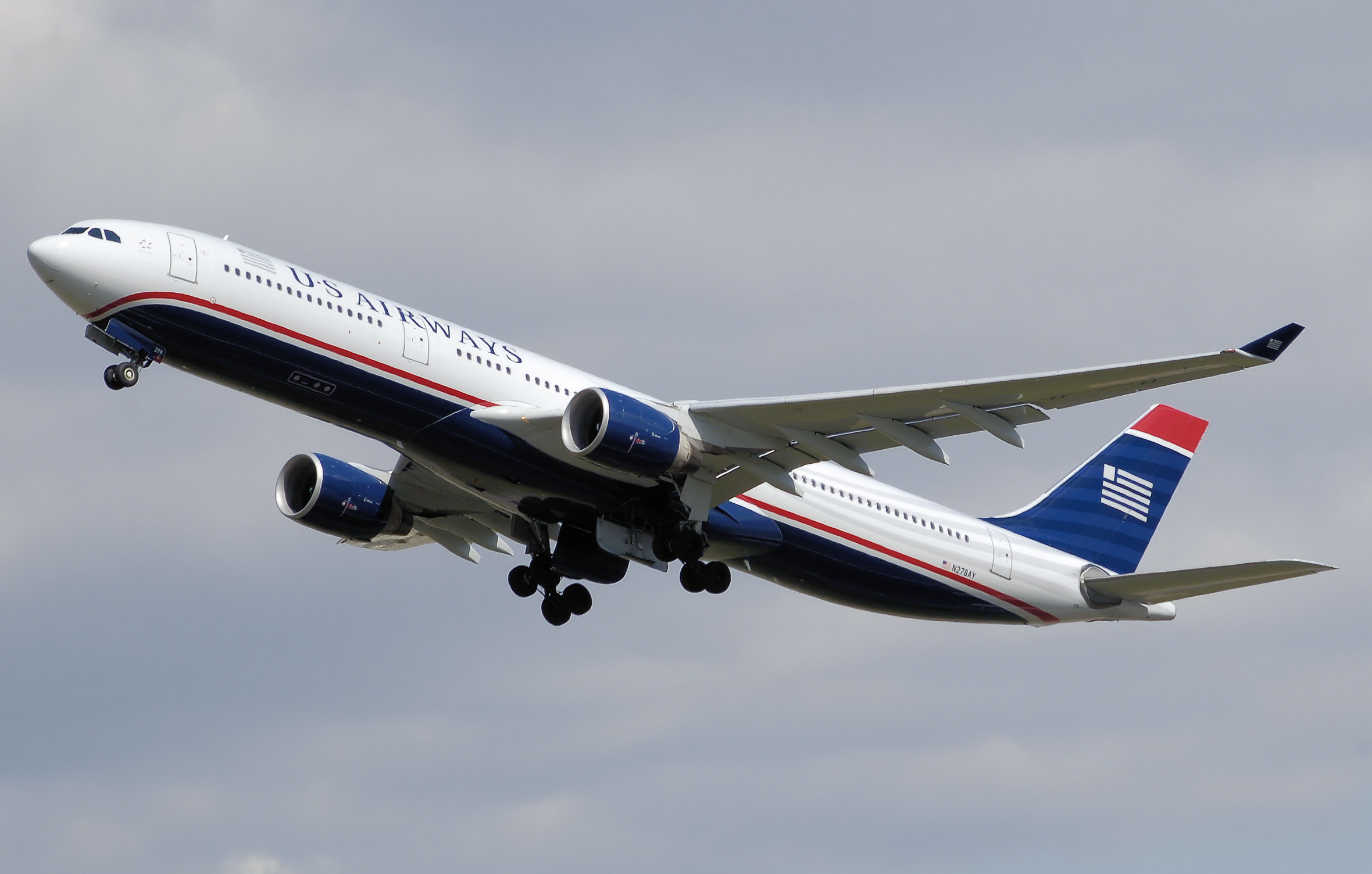
ایرباس A330-300 یو اس ایرویز

- محدوده پرواز: ۱۰۴۰۰ کیلومتر

## مدل‌ها
- ای۳۳۰–۲۰۰ مدل طراحی‌شده برای مسافت‌های طولانی
- ای۳۳۰–۳۰۰ مدل پایه
- ای۳۳۰ اِنهَنسِد مدل بهبودیافته با فضای بهتر برای مسافران
- ای۳۳۰ام‌آرتی‌تی تانکر سوخت‌رسان هوایی و نفربر

### تانکر سوخت‌رسان ایرباس
تانکر سوخت‌رسان ایرباس موسوم به ام‌آرتی‌تی (MRTT)، هواپیمایی نظامی بر اساس طراحی ایرباس آ-۳۳۰ است که برای سوخت‌گیری هوایی ساخته شده است.
در تاریخ ۲۹ فوریه ۲۰۰۸، شرکت دفاعی هوافضایی اروپا، شرکت مادر ایرباس، برنده مناقصه ساخت ۱۷۹ فروند هواپیمای ام‌آرتی‌تی برای جایگزینی ناوگان قدیمی سوخت‌رسان نیروی هوایی آمریکا شد. ارزش این معامله ۴۰ میلیارد دلار برآورد شده است. بیشتر قسمت‌های این هواپیما در کارخانه‌های ایرباس در اروپا ساخته می‌شوند و نهایتاً در مرکز جدیدی که ایرباس در آمریکا دایر کرده مونتاژ می‌شوند. این هواپیما در نیروی هوایی آمریکا با نام KC-30 شناخته می‌شود.
به عقیده ژنرال آرتور لیکت، فرمانده یگان حمل و نقل هوایی در نیروی هوایی آمریکا، هواپیمای سوخت‌رسان ایرباس در زمینه‌های زیادی از جمله ظرفیت حمل سوخت، نفر و بار از طرح جدید شرکت آمریکایی بوئینگ بسیار برتر است. این هواپیما از انعطاف‌پذیری بیشتری نسبت به هواپیمای سوخت‌رسان بوئینگ برخوردار است، و می‌توان آن را سریعتر برای انجام مأموریت آماده کرد.

## سفارش‌ها
خانواده ایرباس ۳۳۰ تاکنون ۱۷۰۰ سفارش قطعی ثبت شده داشته است. ۲۱۲ فروند از این سفارش‌ها مربوط به دو گونهٔ ۸۰۰ و ۹۰۰ نئو می‌باشد که از سال ۲۰۱۸ تحویل آن‌ها آغاز شد همچنین تا پایان سال ۲۰۱۷ میلادی ۱۳۷۸ فروند از انواع ایرباس ۳۳۰ (شامل گونه‌های ۲۰۰، ۳۰۰ و باری) به مشتریان تحویل شده است.
در ۲۶ دسامبر ۲۰۱۶ ایران ایر سفارش ۱۰ ایرباس ۲۰۰–۳۳۰ را به ایرباس داد و اولین آن در ۱۱ مارس و دومین آن در ۲۵ مارس ۲۰۱۷ در فرودگاه مهرآباد به زمین نشست.

## خصوصیات و مشخصات کاربردی
|                        | A330-200 | A330-200F | A330-300 |
| ---------------------- | --- | --- | --- |
| تعدا افراد کابین خلبان | دو نفر | دو نفر | دو نفر |
| ظرفیت مسافر            | 246 (36J @ 60 in + 210Y @ 32 in) | 70,000 kg (154,324 lb) | 300 (36J @ 60 in + 264Y @ 32 in) |
| حداکثر ظرفیت مسافر     | ۴۰۶ | | ۴۴۰ |
| طول                    | ۵۸٫۸۲ متر (192.98 ft) | ۵۸٫۸۲ متر (192.98 ft) | ۶۳٫۶۷ متر (208.89 ft) |
| بال                    | 361.6 m² (3,892 ft²), 25% chord wingsweep: ۳۰°, 10.06 Aspect ratio | 361.6 m² (3,892 ft²), 25% chord wingsweep: ۳۰°, 10.06 Aspect ratio | 361.6 m² (3,892 ft²), 25% chord wingsweep: ۳۰°, 10.06 Aspect ratio |
| ارتفاع دم              | 17.39m | 16.90m | 16.79m |
| بدنه                   | قطر:۵٫۶۴ متر --- پهنای کابین: ۵٫۱۸ متر | قطر:۵٫۶۴ متر --- پهنای کابین: ۵٫۱۸ متر | قطر:۵٫۶۴ متر --- پهنای کابین: ۵٫۱۸ متر |
| پهنای صندلی            | ۰٫۴۶ متر اقتصادی در ردیف ۸ تایی و ۰٫۵۳ متر تجاری در ردیف ۶ تایی | ۰٫۴۶ متر اقتصادی در ردیف ۸ تایی و ۰٫۵۳ متر تجاری در ردیف ۶ تایی | ۰٫۴۶ متر اقتصادی در ردیف ۸ تایی و ۰٫۵۳ متر تجاری در ردیف ۶ تایی |
| حجم قسمت بار           | m³132.4 (4673 ft³) | m³469.2 (16567 ft³) | m³158.4 (5591 ft³) |
| حداکثر وزن برخاست      | kg242,000 (533,519 lb) | 233,000 kg (513,677 lb) | kg242,000 (533,519 lb) |
| جداگر وزن فرود         | 182,000 kg (401,241 lb) | kg187,000 (412,264 lb) | kg187,000 (412,264 lb) |
| وزن بیشینه بدون سوخت   | 170,000 kg (374,786 lb) | 178,000 kg (392,423 lb) | 175,000 kg (385,809 lb) |
| ظرفیت سوخت             | 139,090 l (36,744 US gal) - 109,185 kg (240,711 lb) | 139,090 l (36,744 US gal) - 109,185 kg (240,711 lb) | 139,090 l (36,744 US gal) - 109,185 kg (240,711 lb) |
| وزن عملیاتی تهی        | 120,150 -120,750 kg (264,875-266,200 lb) | 108000 kg (238099 lb) | 121,870-122,780 kg (268,675-270,675 lb) |
| کروز                   | Mach 0.82 (470 kn; 871 km/h) (Mach 0.86 (493 kn; 914 km/h) MMO), ارتفاع عملیاتی ۱۲٬۵۰۰متر (41,100 ft) | Mach 0.82 (470 kn; 871 km/h) (Mach 0.86 (493 kn; 914 km/h) MMO), ارتفاع عملیاتی ۱۲٬۵۰۰متر (41,100 ft) | Mach 0.82 (470 kn; 871 km/h) (Mach 0.86 (493 kn; 914 km/h) MMO), ارتفاع عملیاتی ۱۲٬۵۰۰متر (41,100 ft) |
| سرعت تقرب نهایی        | 136 kn (252 km/h) | 139 kn (257 km/h) | 137 kn (254 km/h) |
| برد                    | 13,450 km / 7,250 nm (247 pax) | 7,400 km / 4,000 nm | 11,750 km / 6,350 nm (277 pax) |
| طول باند مورد نیاز     | Takeoff: 2,770 m (9,110 ft), Landing: 1,730 m (5,680 ft) | Takeoff: 2,770 m (9,110 ft), Landing: 1,730 m (5,680 ft) | Takeoff: 2,770 m (9,110 ft), Landing: 1,730 m (5,680 ft) |
| موتورها (۲ عدد)        | 64,530–68,530 lbf (287–305 kN) General Electric CF6-80E1 (except -200F) 64,500–70,000 lbf (287–311 kN) Pratt & Whitney PW4000 PW4164/PW4168/PW4170 67,500–71,100 lbf (300–316 kN) Rolls-Royce Trent ۷۰۰ ۷۶۸/۷۷۲ | 64,530–68,530 lbf (287–305 kN) General Electric CF6-80E1 (except -200F) 64,500–70,000 lbf (287–311 kN) Pratt & Whitney PW4000 PW4164/PW4168/PW4170 67,500–71,100 lbf (300–316 kN) Rolls-Royce Trent ۷۰۰ ۷۶۸/۷۷۲ | 64,530–68,530 lbf (287–305 kN) General Electric CF6-80E1 (except -200F) 64,500–70,000 lbf (287–311 kN) Pratt & Whitney PW4000 PW4164/PW4168/PW4170 67,500–71,100 lbf (300–316 kN) Rolls-Royce Trent ۷۰۰ ۷۶۸/۷۷۲ |

نیازمند تصویر